# Anomaly: Warzone Earth
Anomaly: Warzone Earth — стратегическая видеоигра поджанра Tower Offence, разработанная 11 bit studios и изданная 8 апреля 2011 года для Windows и macOS. Жанр игры определяется как Tower Offence, «обратный Tower Defense» или «Tower Attack», поскольку, в отличие от классических Tower Defense, игрок не строит башни для обороны от врагов, а наоборот, проводит свои войска между вражескими башнями. В России вышла под названием «Аномалия. Поле битвы — Земля».
Действие игры разворачивается в недалеком будущем, в 2018 году, когда на Землю упали обломки инопланетного космического корабля, защищенные «аномалиями» — зонами, что не сканируются со спутников. Игрок выступает в роли командира отряда («14-й отряд»), посланного для расследования аномалий и нейтрализации возможных опасностей.

## Игровой процесс

### Кампания
Игрок управляет командиром и техникой, которую должен провести между башнями до указанного места. Командир не может атаковать сам, но способен чинить технику, создавать дымовые завесы, вызвать авиаудар и ставить приманки для врагов. Все эти возможности собираются на местности, они выглядят как значки соответствующей возможности и получаемые за уничтожение целей или в качестве подкрепления от командования. Командир имеет запас здоровья, который со временем восстанавливается, когда командир не получает повреждений. Если же он погибнет, то через несколько секунд автоматически возродится.
Перед началом задания и потом в любое время игрок переключается на тактическую карту, где выбирает технику, согласно имеющимся средствам, меняет ее порядок, и прокладывает маршрут движения. На протяжении выполнения задания обстановка на карте меняется и игрок должен менять маршрут. Каждый вид техники совершенствуется за собранные средства, что увеличивает его прочность и силу атаки. Всего можно трижды усовершенствовать каждую боевую единицу.
Иногда на карте встречаются залежи инопланетного вещества куросариума, которые собираются любым юнитом, способным атаковать. Куросариум дает дополнительные средства на покупку новых войск и совершенствование имеющихся.
Противники представлены разнообразными механическими башнями различных типов, которые по-разному себя ведут. Так, одни атакуют медленно, но сильно, другие не вращаются, но непрерывно мощно стреляют перед собой. Существуют и башни, захватывают контроль над войсками игрока, заставляя их атаковать командира. После уничтожения каждой дается немного средств и с разной вероятностью сбрасывается значок возможности командира. Успехи игрока выражаются по завершении миссии в очках и медалях.

### Побочные миссии
Завершив соответствующую главу кампании, игрок получает возможность испытать свое мышление и скорость реакции, попытавшись уничтожить волны появления врагов. Есть две карты для этого: багдадская и токийская. С каждой волной в какой-то части карты возникают вражеские башни, контейнеры куросариума и инопланетная электростанция, которую следует уничтожить. На уничтожение каждой станции дается 5 минут, после чего подсчитываются очки и сбрасываются припасы. Каждая волна сложнее предыдущей, охрану энергостанции составляют более мощные башни, а их расположение ставит игрока в менее выгодные условия.

### Бонусные миссии
Также существуют усложненные бонусные миссии, в которых нет командира, а избранный в начале путь невозможно изменить. По фабуле, командир заключен под силовым куполом, а игрок должен вызволить его, пробившись сквозь охрану из башен. Хотя маршрут один, за игроком остается контроль над тем, какие именно войска и в каком порядке будут бороться. Миссии поделены на этапы, где нужно уничтожить скопления башен на пути. После завершения этапа войска получают возможность подобрать куросариум и ремонтируются. Прямо на карте показываются игроки со всего мира, достигшие наибольших успехов в данном этапе. По завершении или в случае проигрыша игроку сообщается статистика и какое место он занял в мировом списке игроков.

## Сюжет
Через две недели после падения инопланетных кораблей 14-й отряд высаживается в Багдаде и направляется к краю аномалии — силового купола над местом падения корабля. Из аномалии вылетают сингулярности, что заставляет быстро менять маршрут, но батальон все же входит в аномалию. Из-под земли вырываются роботизированные башни, которые атакуют отряд. Усилиями командира удается пробиться к радарной станции и начать исследования аномалии. Там же оказывается неизвестное вещество куросариум, которую поручают собрать.
Люди используют куросариум себе на пользу и отряд, попутно спасая жителей и ученых, продвигается к центру аномалии. На помощь приходит женщина-водитель Вероника Шарп, которая управляет новой разработкой — генератором защитного поля. Внезапно башни начинают обстреливать фрагмент корабля, который питает силовой купол. После того как 14-й отряд уничтожает башни, корабль отключает силовое поле и аномалия над Багдадом исчезает. Появляется мысль, что корабль и башни враждебны друг к другу, и корабль создавал аномалию чтобы не выпустить из-под нее машины.
14-й отряд перемещается к аномалии в Токио. Шарп дает удивительно точные советы по противостоянию башням. Сперва все идет по плану, но транспортный конвертоплан сбивают машины. Командир проводит войска к месту аварийной посадки и в дальнейшем должен оберегать от атак. В Токио встречаются новые виды башен, в том числе такие, которые захватывают управление человеческой техникой. Получив в распоряжение новейший танк «Дракон», отряд добирается до вражеского корабля-процессора, который управляет башнями. Это оказывается ловушкой, процессор создает генераторы силового щита, который не дает выйти за его пределы. Когда оборона сломлена и генераторы уничтожены, процессор перелетает в Багдад.
На помощь командование начинает орбитальная бомбардировка башен. Скоро машины сбивают навигацию и бомбардировки начинает ударять по войскам игрока. Процессор усиливает башни, а когда не может устоять под натиском, совершает посадку на фрагмент впалого ранее в городе корабля. Шарп пробирается в обломки корабля и сообщает, что является представительницей цивилизации, которая давно борется с машинами-нападающими. Процессор атакует все вокруг, но 14-й отряд все-равно одолевает его. Командование поздравляет бойцов, но объявляет, что должно взять слишком подозрительную Шарп под арест. Она оставляет на фрагменте корабля Землю до того, как ее успевают схватить.

## Отзывы и продажи
| Сводный рейтинг | Сводный рейтинг | Сводный рейтинг | Сводный рейтинг |
| Издание         | Оценка          | Оценка          | Оценка          |
| Издание         | PC              | PS3             | Xbox 360        |
| --------------- | --------------- | --------------- | --------------- |
| GameRankings    | 81,87 %         | 79,08 %         | 80,77 %         |

Летом 2018 года, благодаря уязвимости в защите Steam Web API, стало известно, что точное количество пользователей сервиса Steam, которые играли в игру хотя бы один раз, составляет 567 765 человек.

## Продолжение
- Anomaly: Korea — анонсированное 11 bit studio в августе 2012 года и выпущенное того же года продолжение игры. События происходят через несколько месяцев после Anomaly: Warzone Earth в Корее, после второго нападения машин на Землю[7].
- Anomaly 2 — следующее продолжение, что вышло 15 мая 2013 года. Все войска получили возможность переключаться между двумя режимами. Сюжет основан на борьбе человечества с пришельцами в 2034 году на почти полностью покрытой льдом Земли[8].
- Anomaly Defenders — последняя игра в серии, выпущена 29 мая 2014 года. Она представляет собой привычный Tower Defense, где игрок управляет башнями, а противниками выступают люди. По сюжету теперь пришельцы спасаются бегством с Земли, отступая под натиском людей[9].